# オウギハクジラ属
オウギハクジラ属（扇歯鯨属、Mesoplodon）は、クジラ目ハクジラ亜目アカボウクジラ科に属する属の一つ。野生での観測例が少なく、大型哺乳類としては最も不明な点が多い種類の一つである。

## 名称
属名のMesoplodonはギリシア語のMeso（中央）-hopla（備える）-odon（歯）に由来する。また、和名の「オウギハ（扇歯）」は、歯の形状が扇に似ていることに由来する。
和名はオウギハクジラに因んでいる。

## 分類
オウギハクジラ属には16種が属し、クジラ目の中では最も大きい属である。同じアカボウクジラ科のタイヘイヨウアカボウモドキ属、トックリクジラ属に似ており、3属を合わせてトックリクジラ亜科 (Hyperoodontinae) とすることも多い。
1991年にはピグミーオウギハクジラ (Mesoplodon peruvianus) が、2002年にはペリンオウギハクジラ (Mesoplodon perrini) が、2021年にはラマリハクジラ (Mesoplodon eueu) がそれぞれ新種として発見されており、今後も更に新種が発見されるだろうと考える海洋生物学者も多い。
タイヘイヨウアカボウモドキ (Indopacetus pacificus) をこのオウギハクジラ属に分類することもあるが、1960年代に生物学者のジョセフ・カーティス・ムーア (スペイン語版) がタイヘイヨウアカボウモドキ属 (Indopacetus) として分類して以降はタイヘイヨウアカボウモドキ属に分類することが多い。
オウギハクジラ属 Mesoplodon
- ニュージーランドオウギハクジラ Hector's Beaked Whale, Mesoplodon hectori
- ラマリハクジラ Ramari's Beaked whale, Mesoplodon eueu
- アカボウモドキ True's Beaked Whale, Mesoplodon mirus
- ヒガシアメリカオウギハクジラ Gervais' Beaked Whale, Mesoplodon europaeus
- ヨーロッパオウギハクジラ Sowerby's Beaked Whale, Mesoplodon bidens
- ミナミオウギハクジラ Gray's Beaked Whale, Mesoplodon grayi
- ピグミーオウギハクジラ Pygmy Beaked Whale, Mesoplodon peruvianus
- タイヘイヨウオウギハクジラ Andrews' Beaked Whale, Mesoplodon bowdoini
- バハモンドオウギハクジラ Spade Toothed Whale,  Mesoplodon traversii （Bahamonde's Beaked Whale, Mesoplodon bahamondi）
- ハッブスオウギハクジラ Hubbs' Beaked Whale, Mesoplodon carlhubbsi
- イチョウハクジラ Ginkgo-toothed Beaked Whale, Mesoplodon ginkgodens
- デラニヤガラオウギハクジラ Deraniyagala's Beaked whale, Mesoplodon hotaula
- オウギハクジラ Stejneger's Beaked Whale, Mesoplodon stejnegeri
- ヒモハクジラ Layard's Beaked Whale, Mesoplodon layardii
- コブハクジラ Blainville's Beaked Whale, Mesoplodon densirostris
- ペリンオウギハクジラ Perrin's Beaked Whale, Mesoplodon perrini

## 形態
オウギハクジラ属の体長は3.5mから6mであり、ハクジラ亜目としては小型あるいは中型で、同じアカボウクジラ科のトックリクジラやツチクジラよりも小さい。
雌は雄と同程度の大きさか、あるいは雄よりも若干大きい。
雄の体表は大胆な配色であり、歯の生え方に特徴がある。
オウギハクジラ類の一部は下顎が大きなアーチ状になっており、中には公園の滑り台の手すりのように上顎との噛み合わせの部分から外側にはみ出す種類もいる。
多くのオウギハクジラ類の歯は下顎に2本あるだけで、牙のような歯を持つ種類もいる。
ただしミナミオウギハクジラは例外であり、上顎に多数（17から22対）の非常に小さな歯を有する。
多くのオウギハクジラ類には多数の噛み傷が見られる事が多い。これはダルマザメによるものや、雄の場合は別の雄と争って傷を負ったケースもある。
背びれは比較的小さく、頭部から測って2/3から3/4くらいに位置する。
寿命、妊娠期間、授乳期間などは不明である。

## 生態
多くのオウギハクジラ類は観察されることが非常に稀であるため、不明な点が多々ある。一部には、漂着した死骸のみが確認されており、生体での確認例はないといった種類もある。
観測例から推測すると、群を成して行動するのが一般的であり、雌雄に分別れた群れを形成している。また、海上での泳ぎは非常にゆったりとしており、はっきりした潮吹きをしない。尾部を水面上に持ち上げることも稀である。このため発見が難しい。
胃内容物などからの推測では食料はほぼイカのみであり、その生息域から推定するとおそらくは非常に深くまで潜水しているのではないかとされる。

## 生息数、保護
生息数は不明である。直接には捕鯨の対象とはなっていないが、日本の調査捕鯨によって捕獲されることが時折ある。刺し網による混獲の被害も確認されているが、生息数への影響の有無は不明である。